# Mysliboř
Mysliboř – miejscowość i gmina (obec) w Czechach, w kraju Wysoczyna, w powiecie Igława. W 2022 roku liczyła 201 mieszkańców.
We wsi znajduje się przystanek kolejowy Mysliboř.